# 新田市野井町
新田市野井町（にったいちのいちょう）は、群馬県太田市にある地名（町丁）。郵便番号は370-0314。

## 概要
生品地区にある町丁。

## 地理

### 新田市野井町内の区
新田市野井町（生品地区）の行政区の一覧。
| 地区     | 行政区     | 読み               | 区域                                           |
| -------- | ---------- | ------------------ | ---------------------------------------------- |
| 生品地区 | 市多村新田 | いちたむらしんでん | 新田小金井町、新田多村新田町、新田市町の各一部 |

### 近隣町丁
- 新田野倉町
- 新田市町
- 新田金井町
- 新田反町町
- 新田瑞木町
- 新田村田町

## 世帯数と人口
2022年（令和4年）3月31日現在の世帯数と人口は以下の通りである。
| 町丁         | 世帯数  | 人口   |
| ------------ | ------- | ------ |
| 新田市野井町 | 940世帯 | 2271人 |

## 小・中学校の学区
市立小・中学校に通う場合、学区は以下の通りとなる。
| 番地               | 小学校             | 中学校             |
| ------------------ | ------------------ | ------------------ |
| 市多村新田（全域） | 太田市立生品小学校 | 太田市立生品中学校 |

## 交通

### 鉄道
町内に鉄道は通っていない。

### 道路
- 群馬県道2号前橋館林線

## 施設
- 生品神社
- ジョイフル本田新田店
- ニコモール新田